# هیروکی هیگوچی
هیروکی هیگوچی (انگلیسی: Hiroki Higuchi؛ زادهٔ ۱۶ آوریل ۱۹۹۲) بازیکن فوتبال اهل ژاپن است.
از باشگاه‌هایی که در آن بازی کرده‌است می‌توان به باشگاه فوتبال شیمیزو اس-پالس اشاره کرد.